# Vittinge
Vittinge est une localité de Suède dans la commune de Heby située dans le comté d'Uppsala.
Sa population était de 601 habitants en 2019.